# Lepthyphantes escapus
Lepthyphantes escapus este o specie de păianjeni din genul Lepthyphantes, familia Linyphiidae, descrisă de Tanasevitch, 1989.
Este endemică în Turkmenistan. Conform Catalogue of Life specia Lepthyphantes escapus nu are subspecii cunoscute.